# Thecla calor
Thecla calor är en fjärilsart som beskrevs av Druce 1907. Thecla calor ingår i släktet Thecla och familjen juvelvingar. Inga underarter finns listade i Catalogue of Life.